# Mirosław Zawieracz
Mirosław Zawieracz (ur. 8 stycznia 1965 w Iławie) – polski siatkarz (grał na pozycji przyjmującego), a po zakończeniu kariery zawodniczej trener siatkówki kobiet i mężczyzn. W sezonie 2019/2020 był trenerem żeńskiej drużyny Enea PTPS Piła, z funkcji zrezygnował we wrześniu 2020.
16 lutego 2022 został nowym trenerem zespołu Polskie Przetwory Pałac Bydgoszcz, zastępując na stanowisku Włocha Alessandro Lodiego. Utrzymał on zespół w Tauron Lidze. 23 marca 2022 przeszedł do Stali Mielec, gdzie został pierwszym trenerem drużyny.
27 maja 2022 poinformowano, że Mirosław Zawieracz będzie trenerem bydgoskiego Pałacu w sezonie 2022/23. 9 lutego 2023 klub rozwiązał z nim umowę za porozumieniem stron.

## Przebieg kariery
| Siatkarz                  | Siatkarz                          | Siatkarz          | Siatkarz          | Siatkarz          | Siatkarz          | Siatkarz          | Siatkarz          | Siatkarz          | Siatkarz          | Siatkarz          |                   |
| Lata                      | Klub                              | Klub              | Klub              | Klub              | Klub              | Klub              | Klub              | Klub              | Klub              | Klub              | Klub              |
| ------------------------- | --------------------------------- | ----------------- | ----------------- | ----------------- | ----------------- | ----------------- | ----------------- | ----------------- | ----------------- | ----------------- | ----------------- |
|                           | AZS Olsztyn                       |                   |                   |                   |                   |                   |                   |                   |                   |                   |                   |
|                           | Granica Kętrzyn                   |                   |                   |                   |                   |                   |                   |                   |                   |                   |                   |
| 1988–1990                 | Polam Piła                        | Polam Piła        | Polam Piła        | Polam Piła        | Polam Piła        | Polam Piła        | Polam Piła        | Polam Piła        | Polam Piła        | Polam Piła        | Polam Piła        |
| 1993–1994                 | Delecta Bydgoszcz                 | Delecta Bydgoszcz | Delecta Bydgoszcz | Delecta Bydgoszcz | Delecta Bydgoszcz | Delecta Bydgoszcz | Delecta Bydgoszcz | Delecta Bydgoszcz | Delecta Bydgoszcz | Delecta Bydgoszcz | Delecta Bydgoszcz |
|                           | CHEV Diekirch                     |                   |                   |                   |                   |                   |                   |                   |                   |                   |                   |
| 1999–2003                 | Delecta Bydgoszcz                 | Delecta Bydgoszcz | Delecta Bydgoszcz | Delecta Bydgoszcz | Delecta Bydgoszcz | Delecta Bydgoszcz | Delecta Bydgoszcz | Delecta Bydgoszcz | Delecta Bydgoszcz | Delecta Bydgoszcz | Delecta Bydgoszcz |
| 2003–2005                 | Joker Piła                        | Joker Piła        | Joker Piła        | Joker Piła        | Joker Piła        | Joker Piła        | Joker Piła        | Joker Piła        | Joker Piła        | Joker Piła        | Joker Piła        |
| Trener                    |                                   |                   |                   |                   |                   |                   |                   |                   |                   |                   |                   |
| Lata                      | Klub                              | Funkcja           |                   |                   |                   |                   |                   |                   |                   |                   |                   |
| mężczyźni                 |                                   |                   |                   |                   |                   |                   |                   |                   |                   |                   |                   |
| 2005–2006                 | Joker Piła                        | asystent trenera  |                   |                   |                   |                   |                   |                   |                   |                   |                   |
| 2006–2008                 | Płomień Sosnowiec                 | I trener          |                   |                   |                   |                   |                   |                   |                   |                   |                   |
| 2008 (do 16.12.2008)      | Jadar Radom                       | I trener          |                   |                   |                   |                   |                   |                   |                   |                   |                   |
| 2008–2009 (od 16.12.2008) | Jadar Radom                       | asystent trenera  |                   |                   |                   |                   |                   |                   |                   |                   |                   |
| kobiety                   |                                   |                   |                   |                   |                   |                   |                   |                   |                   |                   |                   |
| 2009–2010                 | PTPS Piła                         | asystent trenera  |                   |                   |                   |                   |                   |                   |                   |                   |                   |
| 2010–2013                 | PTPS Piła                         | I trener          |                   |                   |                   |                   |                   |                   |                   |                   |                   |
| 2013–2014                 | BKS Aluprof Bielsko-Biała         | I trener          |                   |                   |                   |                   |                   |                   |                   |                   |                   |
| 2014–2017                 | Wisła Warszawa                    | I trener          |                   |                   |                   |                   |                   |                   |                   |                   |                   |
| 2017–2019                 | Budowlani Toruń                   | I trener          |                   |                   |                   |                   |                   |                   |                   |                   |                   |
| 2019–2020                 | Enea PTPS Piła                    | I trener          |                   |                   |                   |                   |                   |                   |                   |                   |                   |
| 2022 (od 16.02.2022)      | Polskie Przetwory Pałac Bydgoszcz | I trener          |                   |                   |                   |                   |                   |                   |                   |                   |                   |
| 2022 (od 23.03.2022)      | Stal Mielec                       | I trener          |                   |                   |                   |                   |                   |                   |                   |                   |                   |
| 2022–2023 (do 09.02.2023) | Polskie Przetwory Pałac Bydgoszcz | I trener          |                   |                   |                   |                   |                   |                   |                   |                   |                   |

## Sukcesy klubowe
I liga mężczyzn:
- 2007

I liga kobiet:
- 2011, 2017
- 2022[7]
- 2016

II liga kobiet:
- 2015